# Jean Mouroux
Jean Mouroux (Digione, 16 marzo 1901 – Digione, 14 ottobre 1973) è stato un teologo francese.
Appartenente alla cosiddetta Nouvelle théologie, la sua singolare prospettiva personalistica ha esercitato una notevole influenza nella teologia della seconda metà del XX secolo.
Papa Paolo VI lo nominò infine membro della sessione finale del Concilio Vaticano II.

## Biografia
Jean Moroux trascorse la maggior parte della sua vita nel seminario diocesano di Digione, di cui fu rettore dal 1947 al 1956, quando una malattia cardiaca compromise la sua qualità di vita normale e lo costrinse a dimettersi da tale carica.
Mouroux apparteneva a un gruppo di teologi europei (la maggior parte dei quali provenivano da Francia, Belgio e Germania) che svolsero un ruolo importante nella ridefinizione della teologia cattolica dopo il Concilio Vaticano II.
Essi cercarono di creare un dialogo ecumenico e interreligioso tra diversi gruppi su temi come la fede e la cultura, la Chiesa e la società moderna, il Cristianesimo e l'Umanesimo, con l'obiettivo di attualizzare e presentare il messaggio cristiano in un formato "aperto" e vivido che risuonasse più consono alle esigenze della società contemporanea.
Sebbene le sue condizioni di salute gli avessero impedito di aderire formalmente e partecipare a molte delle attività di qualsiasi movimento teologico o scuola di pensiero, egli intrattenne una fitta corrispondenza epistolare con i principali centri culturali teologici del suo tempo (Lione, Fourvière e Le Saulchoir), così come con i principali esponenti della Nouvelle théologie, quali: Henri de Lubac, Jean Daniélou, Marie-Dominique Chenu, fra gli altri. Papa Paolo VI lo nominò infine membro della sessione finale del Concilio Vaticano II.
Dopo la sua morte fu creato un fondo per raccogliere qualsiasi materiale biografico o bibliografico relativo a Mouroux e alla sua opera teologica. Il Fonds Jean Mouroux si trova nella Biblioteca Diocesana Chanoine Bardy di Digione.

## Teologia
La teologia di Mouroux riflette sull'esperienza dell'incontro della singola persona con Dio nella fede, da una prospettiva personalistica. Nella sua visione, la chiamata di Dio all'umanità mediante Gesù Cristo è l'elemento che definisce lo scopo dell'esistenza umana, e ogni singola persona ha l'obbligo di rispondere a quella chiamata nella propria vita.
Mouroux contribuì a quattro dei temi principali della teologia cristiana: l'individuo umano, la fede, l'esperienza cristiana e il mistero del tempo.

## Opere
Nel corso della sua vita Mouroux ha scritto otto libri e oltre settanta articoli e opere collaborative.
Libri
- Sens chrétien de l’hômme, 1945.
- Je crois en Toi, 1949.
- L’expérience chrétienne, 1952.
- Du baptême à l’acte de foi, 1953.
- Le Mystère du Temps. Approche théologique, 1962.
- La liberté chrétienne, 1966.
- À travers le monde de la foi, 1968.
- Faites ceci en mémoire de moi, 1970.